# Chaetopteryx bektasensis
Chaetopteryx bektasensis là một loài Trichoptera trong họ Limnephilidae. Chúng phân bố ở miền Cổ bắc.